# Festival RTP da Canção 2021
El Festival RTP da Canção 2021 fue la LV edición del tradicional festival de la canción portuguesa. Este festival sirvió como preselección para elegir al representante luso en el Festival de la Canción de Eurovisión 2021. La final se celebró el 6 de marzo de 2021 en los estudios de la RTP en la capital Lisboa, contando con dos semifinales previas llevadas a cabo en la misma sede los días 20 y 27 de febrero. De manera excepcional, debido a la Pandemia de COVID-19, el festival fue celebrado sin público presente.
La canción ganadora y, por tanto, representante de Portugal en Eurovisión, fue «Love is on my side» de The Black Mamba, quien obtuvo 20 de 24 puntos posibles, recibiendo 10 puntos tanto del jurado regional como del televoto, siendo la segunda opción predilecta de ambos grupos.

## Estructura
La competencia consistió en dos semifinales y una final. En total compitieron 20 canciones aspirantes divididas entre las dos semifinales, es decir, participaron 10 en cada una. Esta cantidad supuso un aumento en cuatro en el número de participantes respecto a la edición anterior. En cada semifinal, las cinco canciones más votadas entre el panel de jurado profesional compuesto por 7 profesionales invitados por la RTP (50%) y el televoto (50%) pasaron directamente a la final, siendo convertidos los resultados de ambos en una votación al estilo de Eurovisión: 12 puntos al mejor puntuado, 10 puntos al segundo y 8-1 al resto de las canciones en orden decreciente. En caso de empate en la última posición de clasificación, avanzó la(s) canción(es) mejor(es) puntuada(s) por el jurado.
En dicha final, las diez canciones clasificadas volvieron a ser interpretadas, siguiendo el mismo sistema de votación que en las galas anteriores solo cambiando el panel del jurado profesional por 7 paneles de 3 profesionales cada uno, que representaron las 7 regiones del territorio luso: Norte, Centro, Lisboa y Valle del Tajo, Alentejo, Algarve, Madeira y Azores. En caso de empate tras la sumatoria del jurado y el televoto en el primer lugar, vencería la canción mejor puntuada por el televoto.
De esta forma se determinó la canción ganadora y representante de Portugal en el Festival de la Canción de Eurovisión 2021.

## Presentadores y Jurado

### Presentadores
Cada gala del festival fue presentada por una dupla de presentadores diferentes:
| Presentador             | Profesión                                                  | Gala                             |
| ----------------------- | ---------------------------------------------------------- | -------------------------------- |
| Jorge Gabriel           | Presentador de televisión y periodista                     | 1era. Semifinal                  |
| Sónia Araújo            | Presentadora de televisión                                 | 1era. Semifinal                  |
| José Carlos Malato      | Presentador de televisión y locutor de radio               | 2da. Semifinal                   |
| Tânia Ribas de Oliveira | Presentadora de televisión                                 | 2da. Semifinal                   |
| Vasco Palmeirim         | Presentador de televisión y locutor de radio               | Final                            |
| Filomena Cautela        | Presentadora de televisión y actriz                        | Final                            |
| Inês Lopes Gonçalves    | Presentadora de televisión, locutora de radio y comediante | Green Room (semifinales y final) |

### Jurado
Durante las semifinales, el 50% de la votación recayó en un panel de 6 jurados profesionales previamente seleccionado por la RTP:
| Presentador       | Profesión                                                                 |
| ----------------- | ------------------------------------------------------------------------- |
| Marta Carvalho    | Cantante y compositora, ganadora del Festival da Canção 2020              |
| Paulo de Carvalho | Cantante, compositor y músico, ganador del Festival da Canção 1974 y 1977 |
| Rita Guerra       | Cantante, representante de Portugal en el Festival de Eurovisión 2003     |
| NBC               | Cantante                                                                  |
| Vanessa Augusto   | Presentadora de televisión y locutora de radio                            |
| Rita Carmo        | Fotógrafa y periodista                                                    |

#### Jurado Regional
Durante la final, el 50% de la votación recayó en 7 ternas de jurados representantes de las 5 regionales continentales de Portugal y los dos archipiélagos autónomos:
| Región                  | Miembro del jurado          |
| ----------------------- | --------------------------- |
| Norte                   | Rui Massena (portavoz)      |
| Norte                   | Marta Ren                   |
| Norte                   | Pedro Saraiva               |
| Centro                  | Surma (portavoz)            |
| Centro                  | Tony Fortuna                |
| Centro                  | Rui Ferreira                |
| Lisboa y Valle del Tajo | Matay (portavoz)            |
| Lisboa y Valle del Tajo | Rita Redshoes               |
| Lisboa y Valle del Tajo | Papillon                    |
| Alentejo                | TIM (portavoz)              |
| Alentejo                | Luís Trigacheiro            |
| Alentejo                | Ana Sofia Varela            |
| Algarve                 | Aurea (portavoz)            |
| Algarve                 | Teresa Aleixo               |
| Algarve                 | Napoleão Mira               |
| Madeira                 | Noémia Gonçalves (portavoz) |
| Madeira                 | Bruno Santos                |
| Madeira                 | João Borges                 |
| Azores                  | Nélson Cabral (portavoz)    |
| Azores                  | Rui Rufino                  |
| Azores                  | Lúcia Moniz                 |

## Participantes

### Compositores
Portugal confirmó su participación el 16 de octubre de 2020. Debido a la cancelación del festival de 2020 por la Pandemia de COVID-19, la mayoría de los países participantes del festival decidieron seleccionar internamente a los mismos representantes. la RTP publicó el reglamento del Festival da Canção, abriendo su plazo de recepción de canciones ese mismo día hasta el 25 de noviembre. La RTP confirmó que serían veinte participantes en el festival, dando la convocatoria abierta a dos participantes mientras los restantes 18 serían seleccionados mediante las invitaciones directas de la misma televisora. Este número de participantes supuso un aumento en cuatro candidaturas respecto a los dos años anteriores. 

Los 18 compositores seleccionados por medio de invitación directa fueron:
| - Anne Victorino d'Almeida - Carolina Deslandes - Da Chick - Fábia Maia - Filipe Melo - Helder Moutinho | - IAN - IRMA - Joana Alegre - João Vieira - Karetus - NEEV | - Pedro da Linha - Stereossauro - Tainá - Tatanka - Virgul - Viviane |

Mientras los 2 compositores seleccionados por medio de la convocatoria abierta fueron:
- Miguel Marôco
- Pedro Gonçalves

### Candidaturas
| Artista                | Canción (Traducción)                                      | Idioma            | Compositor Invitado      | Música & Letra                                                | Selección           |
| ---------------------- | --------------------------------------------------------- | ----------------- | ------------------------ | ------------------------------------------------------------- | ------------------- |
| Ana Tereza             | «Com Um Abraço» (Con un abrazo)                           | Portugués         | Viviane                  | Música: Viviane, Tó Viegas Letra: Viviane                     | Invitado por RTP    |
| Ariana                 | «Mundo Melhor» (Mundo mejor)                              | Portugués, Inglés | Virgul                   | Música: Virgul, Alex d’Alva Letra: Virgul                     | Invitado por RTP    |
| Carolina Deslandes     | «Por Um Triz» (Por un poco)                               | Portugués         | Carolina Deslandes       | Música: Carolina Deslandes Letra: Carolina Deslandes          | Invitado por RTP    |
| Da Chick               | «I Got Music» (Tengo música)                              | Inglés            | Da Chick                 | Música: Da Chick Letra: Da Chick                              | Invitado por RTP    |
| EU.CLIDES              | «VOLTE-FACE» (Volte-face)                                 | Portugués         | Pedro da Linha           | Música: Pedro da Linha Letra: TOTA                            | Invitado por RTP    |
| Fábia Maia             | «Dia Lindo» (Día lindo)                                   | Portugués         | Fábia Maia               | Música: Fábia Maia Letra: Fábia Maia                          | Invitado por RTP    |
| Graciela               | «A Vida Sem Acontecer» (La vida sin acontecer)            | Portugués         | João Vieira              | Música: João Vieira Letra: João Vieira                        | Invitado por RTP    |
| IAN                    | «Mundo» (Mundo)                                           | Portugués, Inglés | IAN                      | Música: IAN Letra: IAN                                        | Invitado por RTP    |
| IRMA                   | «Livros» (Libros)                                         | Portugués         | IRMA                     | Música: IRMA, PITY Letra: IRMA                                | Invitado por RTP    |
| Joana Alegre           | «Joana Do Mar» (Joana del mar)                            | Portugués         | Joana Alegre             | Música: Joana Alegre Letra: Joana Alegre                      | Invitado por RTP    |
| Karetus & Romeu Bairos | «Saudade» (Nostalgia)                                     | Portugués         | Karetus                  | Música: Karetus, Romeu Bairos Letra: Karetus, Romeu Bairos    | Invitado por RTP    |
| mema.                  | «Claro Como Água» (Claro como agua)                       | Portugués         | Stereossauro             | Música: Stereossauro, mema. Letra: mema.                      | Invitado por RTP    |
| Miguel Marôco          | «Girassol» (Girasol)                                      | Portugués         | Miguel Marôco            | Música: Miguel Marôco Letra: Miguel Marôco                    | Selección abierta   |
| Nadine                 | «Cheguei Aqui» (Llegué aquí)                              | Portugués         | Anne Victorino d'Almeida | Música: Anne Victorino d'Almeida Letra: Tiago Torres da Silva | Invitado por la RTP |
| NEEV                   | «Dancing In The Stars» (Bailando en las estrellas)        | Inglés            | NEEV                     | Música: NEEV Letra: NEEV                                      | Invitado por la RTP |
| Pedro Gonçalves        | «Não Vou Ficar» (No me voy a quedar)                      | Portugués         | Pedro Gonçalves          | Música: Pedro Gonçalves Letra: Pedro Gonçalves                | Selección abierta   |
| Sara Afonso            | «Contramão» (Sentido contrario)                           | Portugués         | Filipe Melo              | Música: Filipe Melo Letra: Teresa Sequeira                    | Invitado por la RTP |
| Tainá                  | «Jasmim» (Jazmín)                                         | Portugués         | Tainá                    | Música: Tainá Letra: Tainá                                    | Invitado por la RTP |
| The Black Mamba        | «Love Is On My Side» (El amor está de mi lado)            | Inglés            | Tatanka                  | Música: Tatanka Letra: Tatanka                                | Invitado por la RTP |
| Valéria                | «Na Mais Profunda Saudade» (En la más profunda nostalgia) | Portugués         | Helder Moutinho          | Música: Helder Moutinho Letra: Helder Moutinho                | Invitado por la RTP |

## Festival

### Semifinales

#### Semifinal 1
| N.º | Intérprete             | Canción                    | Jurado | Televoto | Lugar | Puntos |
| --- | ---------------------- | -------------------------- | ------ | -------- | ----- | ------ |
| 1   | The Black Mamba        | «Love Is On My Side»       | 10     | 12       | 1     | 22     |
| 2   | Valéria                | «Na Mais Profunda Saudade» | 6      | 10       | 3     | 16     |
| 3   | mema.                  | «Claro Como Água»          | 2      | 1        | 10    | 3      |
| 4   | Nadine                 | «Cheguei Aqui»             | 1      | 6        | 9     | 7      |
| 5   | Miguel Marôco          | «Girassol»                 | 3      | 5        | 8     | 8      |
| 6   | Fábia Maia             | «Dia Lindo»                | 8      | 2        | 5     | 10     |
| 7   | IRMA                   | «Livros»                   | 5      | 3        | 6     | 8      |
| 8   | Karetus & Romeu Bairos | «Saudade»                  | 7      | 8        | 4     | 15     |
| 9   | Sara Afonso            | «Contramão»                | 12     | 7        | 2     | 19     |
| 10  | IAN                    | «Mundo»                    | 4      | 4        | 7     | 8      |

#### Semifinal 2
| N.º | Intérprete         | Canción                | Jurado | Televoto | Lugar | Puntos |
| --- | ------------------ | ---------------------- | ------ | -------- | ----- | ------ |
| 1   | Da Chick           | «I Got Music»          | 1      | 5        | 10    | 6      |
| 2   | Tainá              | «Jasmim»               | 4      | 2        | 9     | 6      |
| 3   | Ariana             | «Mundo Melhor»         | 6      | 1        | 8     | 7      |
| 4   | EU.CLIDES          | «VOLTE-FACE»           | 10     | 3        | 4     | 13     |
| 5   | Joana Alegre       | «Joana Do Mar»         | 7      | 8        | 3     | 15     |
| 6   | Pedro Gonçalves    | «Não Vou Ficar»        | 3      | 7        | 5     | 10     |
| 7   | Ana Tereza         | «Com Um Abraço»        | 5      | 4        | 6     | 9      |
| 8   | Carolina Deslandes | «Por Um Triz»          | 12     | 10       | 1     | 22     |
| 9   | Graciela           | «A Vida Sem Acontecer» | 2      | 6        | 7     | 8      |
| 10  | NEEV               | «Dancing In The Stars» | 8      | 12       | 2     | 20     |

### Final
| N.º | Intérprete             | Canción                    | Jurado | Jurado | Televoto | Lugar | Puntos |
| N.º | Intérprete             | Canción                    | Votos  | Puntos | Puntos   | Lugar | Puntos |
| --- | ---------------------- | -------------------------- | ------ | ------ | -------- | ----- | ------ |
| 1   | Karetus & Romeu Bairos | «Saudade»                  | 29     | 4      | 6        | 6     | 10     |
| 2   | Joana Alegre           | «Joana Do Mar»             | 44     | 6      | 3        | 7     | 9      |
| 3   | Fábia Maia             | «Dia Lindo»                | 19     | 2      | 1        | 10    | 3      |
| 4   | Valéria                | «Na Mais Profunda Saudade» | 28     | 3      | 7        | 5     | 10     |
| 5   | Carolina Deslandes     | «Por Um Triz»              | 67     | 12     | 8        | 2     | 20     |
| 6   | NEEV                   | «Dancing In The Stars»     | 38     | 5      | 12       | 3     | 17     |
| 7   | Pedro Gonçalves        | «Não Vou Ficar»            | 16     | 1      | 4        | 9     | 5      |
| 8   | Sara Afonso            | «Contramão»                | 55     | 8      | 5        | 4     | 13     |
| 9   | EU.CLIDES              | «VOLTE-FACE»               | 47     | 7      | 2        | 8     | 9      |
| 10  | The Black Mamba        | «Love Is On My Side»       | 63     | 10     | 10       | 1     | 20     |

| N.º | Artista                | Canción                    | Centro | Lisboa y Valle de Tajo | Alentejo | Algarve | Madeira | Azores | Norte | Total | Puntos |
| --- | ---------------------- | -------------------------- | ------ | ---------------------- | -------- | ------- | ------- | ------ | ----- | ----- | ------ |
| 1   | Karetus & Romeu Bairos | «Saudade»                  | 5      | 4                      | 2        | 3       | 4       | 10     | 1     | 29    | 4      |
| 2   | Joana Alegre           | «Joana Do Mar»             | 10     | 7                      | 12       | 4       | 5       | 3      | 3     | 44    | 6      |
| 3   | Fábia Maia             | «Dia Lindo»                | 2      | 2                      | 5        | 2       | 1       | 1      | 6     | 19    | 2      |
| 4   | Valéria                | «Na Mais Profunda Saudade» | 4      | 3                      | 8        | 5       | 2       | 4      | 2     | 28    | 3      |
| 5   | Carolina Deslandes     | «Por Um Triz»              | 7      | 12                     | 10       | 10      | 10      | 8      | 10    | 67    | 12     |
| 6   | NEEV                   | «Dancing In The Stars»     | 3      | 8                      | 1        | 7       | 8       | 7      | 4     | 38    | 5      |
| 7   | Pedro Gonçalves        | «Não Vou Ficar»            | 1      | 1                      | 3        | 1       | 3       | 2      | 5     | 16    | 1      |
| 9   | Sara Afonso            | «Contramão»                | 8      | 5                      | 7        | 8       | 7       | 12     | 8     | 55    | 8      |
| 10  | EU.CLIDES              | «VOLTE-FACE»               | 6      | 6                      | 6        | 6       | 6       | 5      | 12    | 47    | 7      |
| 8   | The Black Mamba        | «Love Is On My Side»       | 12     | 10                     | 4        | 12      | 12      | 6      | 7     | 63    | 10     |

## Audiencias
| Gala        | Fecha                 | Audiencia    | Audiencia | Ref.   |
| Gala        | Fecha                 | Espectadores | Share     | Ref.   |
| ----------- | --------------------- | ------------ | --------- | ------ |
| Semifinal 1 | 20 de febrero de 2021 | 666,900      | 12.5%     | [ 11 ] |
| Semifinal 2 | 27 de febrero de 2021 | 534,000      | 10.6%     | [ 12 ] |
| Final       | 6 de marzo de 2021    | 652,000      | 14.5%     | [ 13 ] |